# Fernanda Falcão
Fernanda Falcão (Recife, 1990) es una enfermera y activista por los derechos del colectivo trans y contra la trata de mujeres cis y trans con fines de explotación sexual brasileña, que ha sufrido violencia por ser una mujer trans. En 2022, llegó a España como solicitante de asilo.

## Trayectoria
Su familia la expulsó de casa cuando les contó que era gay. Para sobrevivir y continuar sus estudios de enfermería, se dedicó a la prostitución.
A los dieciocho años, fue acusada de narcotráfico y condenada, por lo que permaneció tres años en prisión. Posteriormente, un vídeo demostró que habían sido los policías quienes habían introducido la droga en su bolso. Estos hechos motivaron que comenzara su activismo para defender los derechos humanos de las mujeres trans y como portavoz del colectivo LGTBIQ+.
Posteriormente, trabajó en Brasil como funcionaria pública del Departamento de Justicia de su Estado, Pernambuco, donde colaboraba con los jueces para elaborar políticas públicas sanitarias. También participaba en programas de concienciación y daba formación a policías y al funcionariado de prisiones sobre la comunidad trans. Además, coordinaba una red nacional de mujeres travestis y transexuales donde formaba sobre cambios de nombre, de sexo o salud sexual y realizaba acompañamientos.
Sufrió varios intentos de asesinato por luchar contra la trata de personas cisgénero y trans para fines sexuales. También por ello fue capturada y  amenazada de muerte en su país. Después de que ametrallaran su casa, le disparasen y fuese sometida a un proceso de tortura en el que le quitaron los dientes y le arrancaron el cabello durante los más de treinta días que estuvo cautiva, se trasladó a España con la ayuda de asociaciones brasileñas que colaboran con la Organización de las Naciones Unidas (ONU) con la intención de solicitar asilo.
Durante sus últimos seis meses en Brasil, se vio obligada, para protegerse, a cambiar cada semana de domicilio e incluso de estado y así hacer más difícil que se conociera su paradero. Fue una de las primeras mujeres trans en solicitar judicialmente la muerte asistida en Brasil.